# Didier Boubé
Didier Boubé (Vichy, 13 febbraio 1957) è un ex pentatleta francese.

## Palmarès
In carriera ha conseguito i seguenti risultati:
- Giochi olimpici:

Los Angeles 1984: bronzo nel pentathlon moderno a squadre.
- Mondiali:

Montecatini 1986: bronzo nel pentathlon moderno a squadre.